# Arcas (genre)
Pour les articles homonymes, voir Arcas (homonymie).
Genre
Arcas est un genre d'insectes lépidoptères (papillons) de la famille des Lycaenidae et de la sous-famille des Theclinae présents en Amérique.

## Dénomination
Le genre Arcas a été décrit par William Swainson en 1832.

## Liste d'espèces
Selon BioLib (9 janvier 2021) :
- Arcas alleluia Bálint, 2002
- Arcas arcadia Bálint, 2002
- Arcas cypria (Geyer, 1837)
- Arcas delphia Nicolay, 1971 - présent au Costa Rica et en Colombie
- Arcas ducalis (Westwood, 1852) - présent au Brésil
- Arcas gozmanyi Bálint, 2006
- Arcas imperialis (Cramer, 1775) - présent au Mexique, en Colombie, en Bolivie, au Pérou, en Équateur, en Guyane et au Brésil
- Arcas jivaro Nicolay, 1971 - présent en Équateur et au Pérou
- Arcas nicolayi Salazar Escobar & Constantino, 1995
- Arcas splendor (Druce, 1907)
- Arcas tuneta (Hewitson, 1865) - présent au Brésil sous forme de deux isolats[2]